# 성당동
성당동(聖堂洞)은 대구광역시 달서구의 법정동·행정동이다.

## 소개
본래는 서구에 있었다가, 1988년 달서구의 신설과 함께 달서구로 편입됐다. 1동과 2동이 있다가, 2011년에 합동했다. 행정복지센터는 대구해올중고등학교 옆에 있다.
두류공원을 중심으로 한 문화, 레저 중심지가 자리잡고 있다.
서부정류장역과 인접한 교통의 요충지이며, 두류공원에 인접한 주거지역과 저층 아파트가 밀집한 혼합 지역이다.
2001년 7월 달서아파트지구 고도제한 해제로 재건축 추진지역이 되었고 초·중·고등학교 밀집지역이기도 하다.

## 아파트
| 단지명                      | 건설사                       | 시행사                                 | 주소              | 입주        | 비고                                         |
| --------------------------- | ---------------------------- | -------------------------------------- | ----------------- | ----------- | -------------------------------------------- |
| 성당 래미안·e편한세상 3단지 | 삼성물산㈜ 건설부문 대림산업 | 성당주공1·2단지 주택재건축정비사업조합 | 달서구 장기로 127 | 2009년 7월  | 성당주공2단지 재건축 1·2단지는 본리동에 위치 |
| 성당 포스코더샵             | 포스코건설                   | 80달서시영 주택재건축정비사업조합      | 달서구 장기로 115 | 2008년 8월  | 80달서시영 재건축                            |
| 성당 두산위브               | 두산건설                     | 82·83달서시영 주택재건축정비사업조합   | 달서구 당산로 82  | 2009년 10월 | 82·83달서시영 재건축                         |

## 교육
- 대구해올중고등학교
- 상서고등학교
- 원화여자고등학교
- 경화여자고등학교
- 원화중학교
- 경암중학교
- 남부초등학교

## 문화
- 대구문화예술회관
- 두류수영장
- 성당못
- 대구대표도시숲

## 기타
- 대구광역시 종합복지회관